# Наум Петров
 Тази статия е за революционера от Песочница, Леринско.  За революционера от Буф вижте Наум Петров – Буфчето.  
Наум Петров е български революционер, член на Вътрешната македоно-одринска революционна организация.

## Биография
Петров е роден на 25 април в 1869 година в Песочница, Османската империя, днес Амохори, Гърция. В 1890 година завършва с втория випуск педагогическите курсове на Солунската българска мъжка гимназия. Работи като учител и същевременно се занимава с революционна дейност. В 1902 година е глава на революционния комитет в Гявато, Битолско. По време на Илинденско-Преображенското въстание през лятото на 1903 година е войвода на чета в Нередския център. Четата му се състои от 35-40 въстаници от селата Песочница, Кучковени, Лесковец и Долно Котори. Взимат участие в битката при Калугерица, при която участват и въстаниците в района на Кочо Цонков.